# Ralf Krämer (Politiker)
Ralf Krämer (* 1960 in Dortmund) ist ein deutscher Gewerkschafter und Politiker (BSW, davor SPD, WASG, Die Linke).

## Leben
Krämer trat 1976 in die SPD ein. Von 1988 bis 1993 war er Landesvorsitzender der Jusos in Nordrhein-Westfalen, 1991 bis 1996 gehörte er dem Landesvorstand der nordrhein-westfälischen SPD an. Er war auch Chefredakteur der spw – Zeitschrift für sozialistische Politik und Wirtschaft. 1999 verließ er die SPD.
Seit 2002 ist er Sekretär beim ver.di-Bundesvorstand und dort Experte für Wirtschaftspolitik. 2006 wurde er Mitglied des Bundesvorstands der WASG, zu deren intellektuellen Urhebern und Gründern er im Jahr 2004 gehörte und dessen Gründung er maßgeblich prägte. Auf dem konstituierenden Parteitag der Partei Die Linke im Juni 2007 wurde er in den Parteivorstand gewählt, aber auf dem 1. Parteitag im Mai 2008 wurde er nicht wiedergewählt. Er war Mitglied der Programmkommission und der Redaktionskommission für das Grundsatzprogramm der Partei Die Linke, das am 23. Oktober 2011 in Erfurt beschlossen wurde.
Krämer gehörte zu den Befürwortern des Zusammengehens von Linkspartei.PDS und WASG. Bei der Bundestagswahl 2005 kandidierte er auf der Berliner Landesliste der PDS als Gast und Vertreter der WASG für den 16. Deutschen Bundestag. Krämer gehört dem Sprecherkreis der Strömung Sozialistische Linke an. Am 29. Mai 2016 wurde er wieder in den Parteivorstand der Linken gewählt. Seit 2021 ist er nicht mehr Mitglied des Parteivorstands. Aufgrund des positiven Ergebnisses des Mitgliederentscheides der Linken zur Aufnahme einer Forderung nach einem Bedingungslosen Grundeinkommen in das Parteiprogramm trat Krämer im Oktober 2022 aus der Partei Die Linke aus. Seit Januar 2024 ist er Mitglied der Partei Bündnis Sahra Wagenknecht.

## Buchveröffentlichungen
- (mit Herbert Schui:) Wachstum!? Qualitativ, sozial-ökologisch, reguliert – oder schrumpfen?, Hamburg: VSA-Verlag 2010, ISBN 978-3-89965-957-3.
- Kapitalismus verstehen – Einführung in die Politische Ökonomie der Gegenwart, Hamburg: VSA-Verlag 2015, ISBN 978-3-89965-644-2. Abrufbar über Ralf Krämer-Homepage